# Bibliothèque numérique mondiale
Pour les articles homonymes, voir BNM.
La Bibliothèque numérique mondiale (BNM) est une bibliothèque numérique lancée par l'UNESCO et la Bibliothèque du Congrès américain annoncée le 17 octobre 2007 et opérationnelle depuis le 21 avril 2009.
Elle a été officialisée par un accord signé à Paris, à l'occasion de la 34e session de la Conférence générale de l'UNESCO, entre Abdul Waheed Khan, sous-directeur général de l'UNESCO, et James Hadley Billington, bibliothécaire du Congrès. Vingt-six bibliothèques ou instituts culturels de dix-neuf pays participent à la BNM, dont la France, l’Égypte, l’Irak et le Mexique.

## Objectifs
La Bibliothèque numérique mondiale vise à numériser et à mettre à disposition sur Internet des documents de toute nature et représentatifs du patrimoine mondial. C'est le résultat d'une collaboration multiculturelle de près de quatre ans.
Elle doit en particulier faciliter l'éducation et la recherche à travers le monde. Elle doit aussi donner l'occasion aux pays en développement de faire connaître leur patrimoine de la même manière que les pays développés.
L’objectif est de permettre au plus grand nombre d’accéder gratuitement, via Internet, aux trésors des grandes bibliothèques internationales et de développer le multilinguisme, et de réduire la fracture numérique Nord-Sud, en renforçant notamment les partenariats (Maroc, Mexique). La BNM se propose aussi d’accompagner le projet éducatif de nos sociétés modernes. Le site Web propose des outils pédagogiques à destination des professeurs et des élèves.
Trente-deux bibliothèques de dix-neuf pays, dont la France par l'intermédiaire de la Bibliothèque nationale de France, ont accepté de numériser leurs contenus afin d'en faire profiter le plus grand nombre.
Le projet s'inscrit plus largement dans l'objectif qu'a l'Unesco de sauvegarder la « mémoire de l'humanité », et constitue la suite logique d'initiatives antérieures comme Mémoire du monde.

## Historique
La Bibliothèque numérique mondiale s'inscrit dans le courant de transformation de l'utilisation des ressources numériques pour concevoir et rendre accessible de nouvelles formes de mise en valeur des matériaux culturels. Ce mouvement de promotion du patrimoine documentaire a été propulsé dès les années 1990 avec l'émergence des bibliothèques numériques telles que le Registre de la Mémoire du monde de l'UNESCO, le Projet International Dunhuang  et Europeana. La création de la Bibliothèque numérique mondiale marque cette évolution comme le premier projet d'envergure internationale de ce type.
En juin 2005, le Bibliothécaire du Congrès des États-Unis, James H. Billington, propose pour la première fois le projet de la Bibliothèque numérique mondiale à l'Université Georgetown à la Commission nationale des États-Unis de l'UNESCO. Le projet est accueilli favorablement par l'UNESCO et, en décembre 2006 à Paris, un groupe de travail constitué de membres de la Bibliothèque du Congrès des États-Unis et de la Fédération internationale des associations et des institutions de bibliothèques (IFLA) est mis sur pied. La rencontre de décembre 2006 à Paris permet à six institutions de se joindre au projet de la Bibliothèque numérique mondiale, soit la Bibliothèque nationale du Brésil, la Bibliothèque Alexandrina d'Alexandria d'Égypte, la Bibliothèque nationale d'Égypte, la Bibliothèque nationale de Russie, la Bibliothèque d'État de Russie et la Bibliothèque du Congrès des États-Unis.
Lancée officiellement en avril 2009 à Paris, la Bibliothèque numérique mondiale a bénéficié dès ses débuts de la contribution de 32 institutions réparties à travers le monde. Lors de sa journée de lancement le 21 avril 2009, le site de la Bibliothèque numérique mondiale a reçu un achalandage de 587 510 visiteurs.
La Bibliothèque numérique mondiale continue de s'enrichir de divers partenariats; en 2016, le nombre de ses partenaires avait atteint 131 institutions provenant de 58 pays. En 2019, 159 institutions de 193 pays participaient au projet, permettant ainsi à chaque pays membre de l'UNESCO d'être représenté à travers les collections de la Bibliothèque numérique mondiale.

## Collection
La collection présentée par la Bibliothèque numérique mondiale met en valeur des documents de grande importance culturelle et historique, tels que les artefacts inscrits sur le Registre de la Mémoire du monde de l'UNESCO.
La collection de la Bibliothèque numérique mondiale, accessible gratuitement, comprend des reproductions de documents, des photographies, des journaux, des livres, des manuscrits et des cartes géographiques numérisées. Elle présente des documents dans plus de 145 langues et couvre des thématiques telles que l'Histoire et la géographie, les sciences de l'information, les sciences sociales, les arts, les technologies, la religion, la littérature, les sciences naturelles, les langues et la philosophie. Les artefacts sont principalement issus d'Europe (35%), suivi des régions centre-est et nord de l'Afrique (18%), d'Asie centrale et du sud (17%), d'Amérique du Nord (10%) et d'Amérique latine et des Caraïbes (9%). Un total de 19 147 documents sont accessibles sur le site de la Bibliothèque numérique mondiale, les plus grands contributeurs étant la fédération de Russie (4 246 items), les États-Unis (1 890 items), l'Iraq (1 705 items), l'Afghanistan (1 180 items) et la Chine (920 items).

## Concurrence
Aux côtés d’Europeana (plus de 54 millions de document au début 2017), la bibliothèque en ligne européenne, ou de Google Livres (qui compte en 2009 sept millions d’ouvrages numérisés), la BNM ne fait pas le poids avec ses quelque 15 000 documents (début 2017). Pour James Billington, la BNM n’entre pas en compétition avec les bibliothèques déjà existantes, partenaires, par ailleurs, du site de l’UNESCO.
Son principal atout est le multilinguisme, ainsi qu'un choix des documents très sélectif, mettant en avant des « documents fondamentaux », tels que l'original de la Déclaration universelle des droits de l'homme, la Constitution des États-Unis ou la plus ancienne version enregistrée de La Marseillaise, datant de 1898.
En 2009, les plus anciennes œuvres numérisées sont des peintures rupestres africaines, vieilles de plus de 8 000 ans.

## Partenaires
Pour mener à bien cette mission, l'Unesco a pris comme principal partenaire la bibliothèque du Congrès. Le projet fonctionne dans les six langues officielles de l'Unesco (arabe, anglais, chinois, espagnol, français et russe), ainsi qu'en portugais compte tenu de l'implication du Brésil dans le projet.
La liste complète des partenaires de la BNM est disponible sur le site de l'Unesco, et comprend, entre autres, des bibliothèques et archives de nombreux pays.